# Castillo San Cristóbal
El Castillo de San Cristóbal, es una fortaleza española construida en San Juan, Puerto Rico. Esta estructura se construyó para proteger la ciudad de ataques terrestres, a diferencia del Castillo San Felipe del Morro, que protegía la entrada marítima. Esta fortaleza es parte del Sitio Histórico Nacional de San Juan, y Patrimonio de la Humanidad desde 1983.

## Historia
El castillo de San Cristóbal es considerada la fortificación más grande construida por España en el Nuevo Mundo. Cuando fue completada en 1783, cubría cerca de 10 hectáreas. Las entradas a la misma estaban protegidas por dos puertas y puentes levadizos en lo que se llamaba el revellín de Santiago y el bastión de Santiago. Esta sección fue demolida en 1897 para ayudar a facilitar el tráfico creciente a la capital.

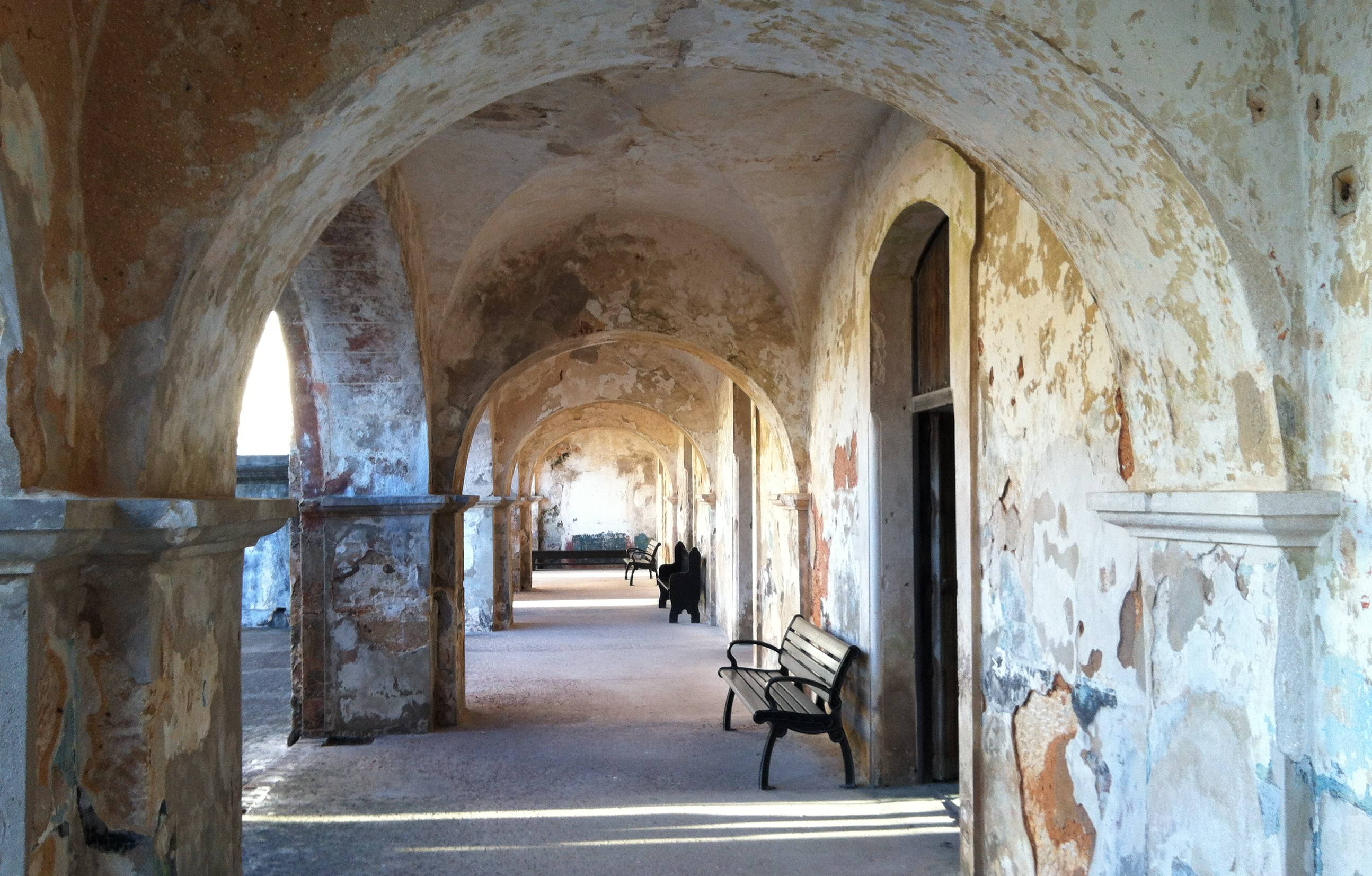
Corredor del exterior de la zona de oficiales en el Castillo San Cristóbal.

En 1634 se había construido la primera estructura defensiva en el área, el fortín del Espigón o la Garita del Diablo. En 1765 el San Cristóbal estaba conformado por un hornabeque rodeado por un foso seco, que le daba continuidad a las murallas de la ciudad y el punto más alto de éste había una plataforma o Caballero de San Miguel para el emplazamiento de cañones. San Cristóbal deriva su nombre de la colina sobre la cual se construyeron las defensas principales contra la invasión de la ciudad por tierra, aunque también defendió la costa norte. Para cuando se completaron los trabajos se convirtió en, tal vez, la fortificación española más extensa en toda América.
Carlos III adviene al trono de España en 1759 y ordena en 1764 al mariscal de campo Alexander O'Reilly y los ingenieros, coronel Tomás O'Daly y Juan Francisco Mestre hacer de la isla una plaza fuerte, una defensa de primer orden. Los planes constituían la preparación para una guerra con Inglaterra, que parecía inevitable. Coincide la orden con la toma de La Habana temporalmente por los ingleses. A raíz de las reformas de O'Reily se construyen el revellín de San Carlos y la contraguardia de la Trinidad. Más al este se construyó un fuerte llamado El Abanico y una batería con vista al mar, la Princesa. Para 1788, año de la muerte del rey, las reformas estaban casi completadas. Las defensas probaron su efectividad ya que en 1797 ayudaron a repeler la invasión de siete mil soldados ingleses comandados por el general británico Ralph Abercromby.

## Características
- Visitas guiadas por personal del castillo.
- Breve documental sobre San Juan y los castillo se exhibe durante todo el día.
- Demostraciones de disparos de armas antiguas (cada tercer domingo de mes).
- Un extenso sistema de túneles conectando las varias secciones del fuerte.
- La casa de guardias y la plaza de armas.
- Un puesto de artillería construido por el ejército de Estados Unidos durante la Segunda Guerra Mundial.
- Bombas reales de mortero de 90 kilogramos.
- El Caballero de San Miguel, el punto más alto del castillo, que permitía una vista completa de la ciudad.
- Cinco cisternas debajo de la plaza de armas donde entrenaban las tropas. Podían almacenar hasta 2 710 354 litros de agua de lluvia, capaz de sustentar el fuerte por un año.
- Exhibiciones de un cuartel de tropas y ropa militar.
- Maqueta mostrando el complejo completo antes de la demolición del Revellín y Puerta de Santiago en 1897.
- Tienda para la venta de recuerdos y libros.

## La Garita del Diablo

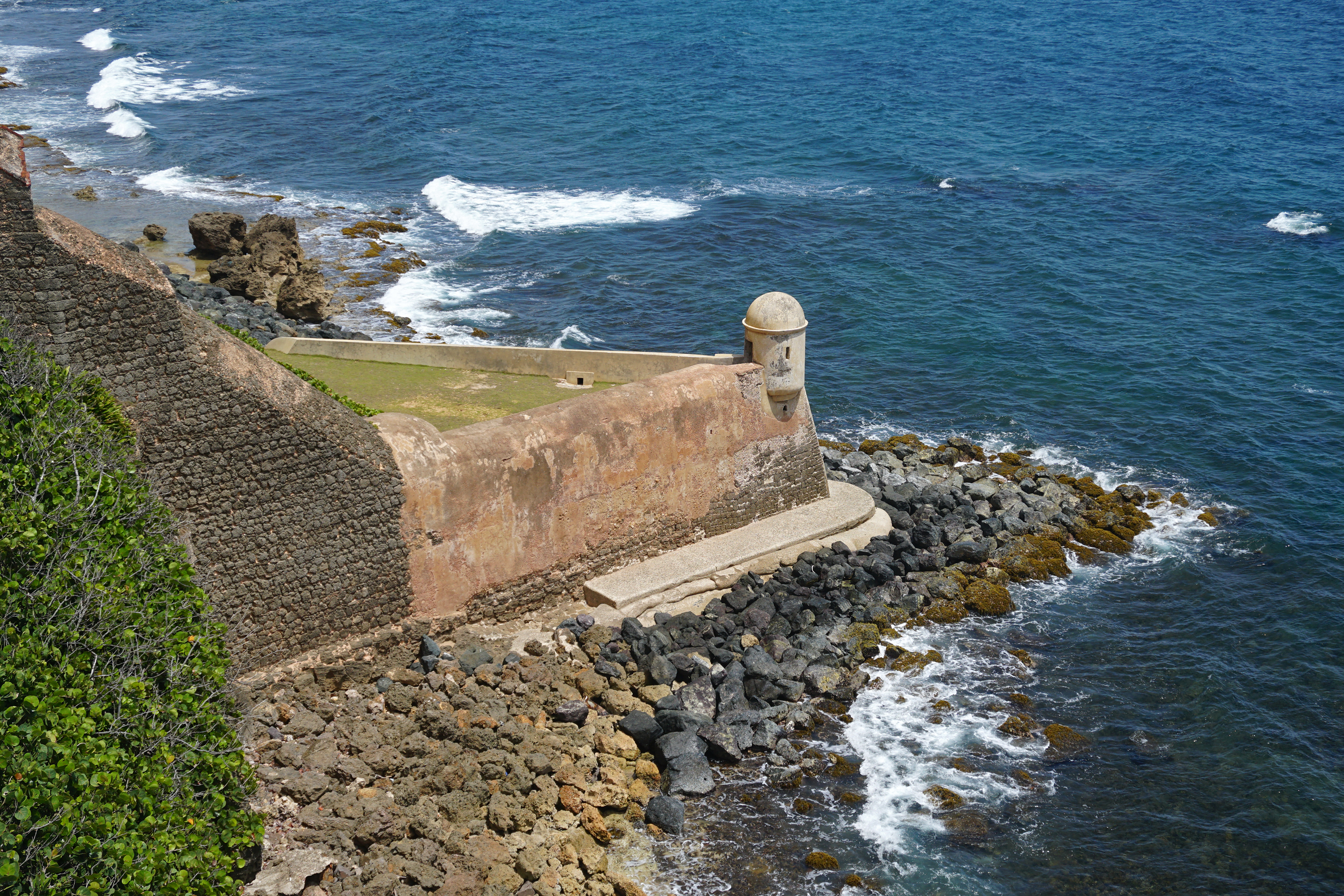
La Garita del Diablo.

La mayoría de las fortificaciones de San Juan tienen garitas (puestos de vigilancia) en varios puntos. Una de las garitas del castillo San Cristóbal es conocida como «la Garita del Diablo». Esta garita en particular es una de las partes más antiguas del castillo, construida en 1634. Las leyendas cuentan que los soldados desaparecían frecuentemente de esta garita.